# Cruz Pedregoza
Cruz Pedregoza är en ort i Mexiko.   Den ligger i kommunen Rosario och delstaten Sinaloa, i den centrala delen av landet, 800 km nordväst om huvudstaden Mexico City. Cruz Pedregoza ligger 15 meter över havet och antalet invånare är 426.
Terrängen runt Cruz Pedregoza är platt, och sluttar söderut. Runt Cruz Pedregoza är det glesbefolkat, med 15 invånare per kvadratkilometer. Närmaste större samhälle är El Pozole, 5,1 km sydost om Cruz Pedregoza. Omgivningarna runt Cruz Pedregoza är en mosaik av jordbruksmark och naturlig växtlighet.